# 鸦滩镇
鸦滩镇，是中华人民共和国安徽省安庆市望江县下辖的一个乡镇级行政单位。

## 行政区划
鸦滩镇下辖以下地区：
鸦滩社区、古炉社区、麦元社区、码头村、香茗村、连塘城村、望马楼村、凤栖村、三联村、望河村、枫岭村、南山村、茗南村、葛林村和花河村。